# فرودگاه فورت پورتال
فرودگاه فورت پورتال (به انگلیسی: Fort Portal Airport) یک فرودگاه همگانی، غیرنظامی است که یک باند فرود سنگفرش دارد. این فرودگاه در کشور اوگاندا قرار دارد و در ارتفاع ۱۵۳۰ متری از سطح دریا واقع شده است.